# 루이스 가르시아 플라사
루이스 가르시아 플라사(스페인어: Luis García Plaza ˈlwiz ɣaɾˈθi.a ˈplaθa[*], 1972년 12월 1일, 마드리드 주 마드리드 ~)는 스페인의 전직 프로 축구 선수로, 현역 시절 중앙 수비수로 활약했으며, 현재는 알라베스의 감독이다.

## 선수 경력
선수 시절 가르시아가 활약했던 최상위 리그는 세군다 디비시온 B였다. 마드리드 출신인 그는 아틀레티코 마드리드 유소년부를 졸업하여, 2군에서 3년을 보내다가 예클라노로 이적해 호세 루이스 올트라와 파울리노와 한배를 탔다.
마드리드 주에 머물면서, 가르시아는 이후 라요 바예카노 B에 몸을 담아 1년을 보낸 후 탈라베라로 임대되었다. 1996년, 그는 베니도름과 계약하여 알리칸테 연고 구단으로 4년을 뛰었다.
2000년, 가르시아는 부상으로 인해 불과 27세에 축구화를 벗게 되었다.

## 감독 경력
가르시아는 2001년에 감독일을 시작했는데, 아마추어 무대의 알테아를 2년 지도한 후, 또다른 발렌시아 연고 구단인 3부 리그의 비야호요사 감독이 되었고, 이 곳에도 2년을 머물렀다.
2005-06 시즌, 가르시아는 잠깐 알테아를 거쳐 비야레알의 2군 감독이 되어 테르세라 디비시온의 정규 시즌을 1위로 마쳤지만 플레이오프전에서 좌절해 승격이 무산되었다. 이후, 그는 세군다 디비시온의 또다른 발렌시아 연고 구단인 엘체와 계약하였으나, 2007년 1월 7일에 카디스와 안방에서 1-1로 비긴 후에 경질되었고, 엘체는 이후 2부 리그에 잔류하는데 성공했다.
전 소속 구단 베니도름을 1년 지도한 가르시아는 레반테 감독으로 취임해 2년차에 2년 만의 라 리가 복귀에 확정지었다. 그 다음 시즌에 그가 이끄는 레반테는 14위로 리그를 마감했는데, 2-0으로 이긴 아틀레티코 마드리드전과 레알 마드리드와의 안방 0-0 무승부, 그리고 바르셀로나전 1-1 무승부가 이 시즌에 거둔 큰 성과였다.
2011년 6월 8일, 가르시아는 헤타페와 3년 계약을 체결했다. 그는 수도의 위성 도시 연고 구단을 이끌고 1년차에 리그를 11위로 마쳤고, 이듬해에는 한 계단 더 높은 순위를 기록했다.
가르시아는 2014년 3월 10일에 해임되었는데, 그 때까지 헤타페는 근래 12번의 경기에서 4무를 기록했다. 이어지는 2년 동안, 그는 아랍에미리트 1부 리그의 바니야스를 지도했다.
2017년 6월, 가르시아는 중국 리그 1의 베이징 런허와 5개월 계약을 맺고 사령탑에 취임했다. 그는 13승 2무 3패의 성과를 내 중국 무대 1년차에 소속 구단을 슈퍼리그 승격으로 이끌었다. 11월 9일, 그는 연장 계약을 맺었다.
2018년 12월 10일, 가르시아는 해임된 하비에르 카예하 감독의 후임으로 비야레알 감독으로 복귀했다. 그러나, 그도 취임 1달 만에 단 1승도 거두지 못하면서 해임되었다.
2019년 7월 9일, 가르시아는 알렉산다르 스타노예비치 감독의 사임으로 공석이 된 베이징 런허의 감독으로 복귀했다. 그는 11월 18일에 소속 구단의 강등으로 구단을 떠났는데, 약 4개월 동안 11경기에서 거둔 성적은 2무 9패에 불과했다. 2019년에 저물기 전에, 그는 사우디 프로페셔널리그 9위를 달리던 알-샤바브 리야드의 감독이 되었다.
2020년 8월 6일, 가르시아는 에스파뇰로 떠난 비센테 모레노의 후임으로 2부 리그의 마요르카 감독이 되었고, 1년차에 준우승으로 1부 리그에 복귀했다. 2022년 3월 22일, 소속 구단이 강등권으로 뒤처지면서, 그는 해임되었다.

## 감독 통계
2022년 3월 20일 기준
| 구단        | 국적           | 취임             | 해임             | 기록 | 기록 | 기록 | 기록 | 기록 | 기록 | 기록 | 기록  | 주     |
| 구단        | 국적           | 취임             | 해임             | 전   | 승   | 무   | 패   | 득   | 실   | 차   | 율 %  | 주     |
| ----------- | -------------- | ---------------- | ---------------- | ---- | ---- | ---- | ---- | ---- | ---- | ---- | ----- | ------ |
| 알테아      | 스페인         | 2001년 7월 1일   | 2003년 6월 30일  | 68   | 35   | 22   | 11   | 111  | 56   | +55  | 51.47 | [ 25 ] |
| 비야호요사  | 스페인         | 2003년 6월 30일  | 2005년 5월 30일  | 76   | 31   | 16   | 29   | 80   | 82   | −2   | 40.79 | [ 26 ] |
| 알테아      | 스페인         | 2005년 5월 30일  | 2005년 5월 30일  | 0    | 0    | 0    | 0    | 0    | 0    | 0    | —     |        |
| 비야레알 B  | 스페인         | 2005년 5월 30일  | 2006년 7월 1일   | 46   | 32   | 11   | 3    | 86   | 26   | +60  | 69.57 | [ 27 ] |
| 엘체        | 스페인         | 2006년 7월 1일   | 2007년 1월 7일   | 21   | 5    | 7    | 9    | 21   | 27   | −6   | 23.81 | [ 28 ] |
| 베니도름    | 스페인         | 2007년 7월 1일   | 2008년 7월 19일  | 40   | 16   | 12   | 12   | 44   | 41   | +3   | 40.00 | [ 29 ] |
| 레반테      | 스페인         | 2008년 7월 20일  | 2011년 6월 7일   | 128  | 51   | 34   | 43   | 170  | 170  | 0    | 39.84 | [ 30 ] |
| 헤타페      | 스페인         | 2011년 6월 8일   | 2014년 3월 10일  | 113  | 34   | 29   | 50   | 117  | 164  | −47  | 30.09 | [ 31 ] |
| 바니야스    | 아랍에미리트   | 2014년 7월 10일  | 2016년 3월 18일  | 63   | 22   | 19   | 22   | 95   | 85   | +10  | 34.92 | [ 32 ] |
| 베이징 런허 | 중국           | 2017년 6월 8일   | 2018년 12월 10일 | 50   | 22   | 14   | 14   | 67   | 61   | +6   | 44.00 | [ 33 ] |
| 비야레알    | 스페인         | 2018년 12월 10일 | 2019년 1월 29일  | 9    | 1    | 5    | 3    | 11   | 15   | −4   | 11.11 | [ 34 ] |
| 베이징 런허 | 중국           | 2019년 7월 9일   | 2019년 11월 12일 | 11   | 0    | 2    | 9    | 9    | 27   | −18  | 0.00  | [ 33 ] |
| 알-샤바브   | 사우디아라비아 | 2019년 12월 12일 | 2020년 7월 18일  | 13   | 7    | 1    | 5    | 22   | 17   | +5   | 53.85 | [ 33 ] |
| 마요르카    | 스페인         | 2020년 8월 6일   | 2022년 3월 22일  | 78   | 35   | 19   | 24   | 95   | 82   | +13  | 44.87 | [ 35 ] |
| 알라베스    | 스페인         | 2022년 5월 23일  | 현임             | 0    | 0    | 0    | 0    | 0    | 0    | 0    | —     | [ 36 ] |
| 합계        | 합계           | 합계             | 합계             | 716  | 291  | 191  | 234  | 928  | 853  | +75  | 40.64 | —      |

## 참고
1. ↑  루이스와 가르시아는 각각 스페인어:  ˈlwis[*]와 스페인어:  ɡaɾˈθi.a[*]로 발음한다.